# Zonsopkomst

Zonsopkomst

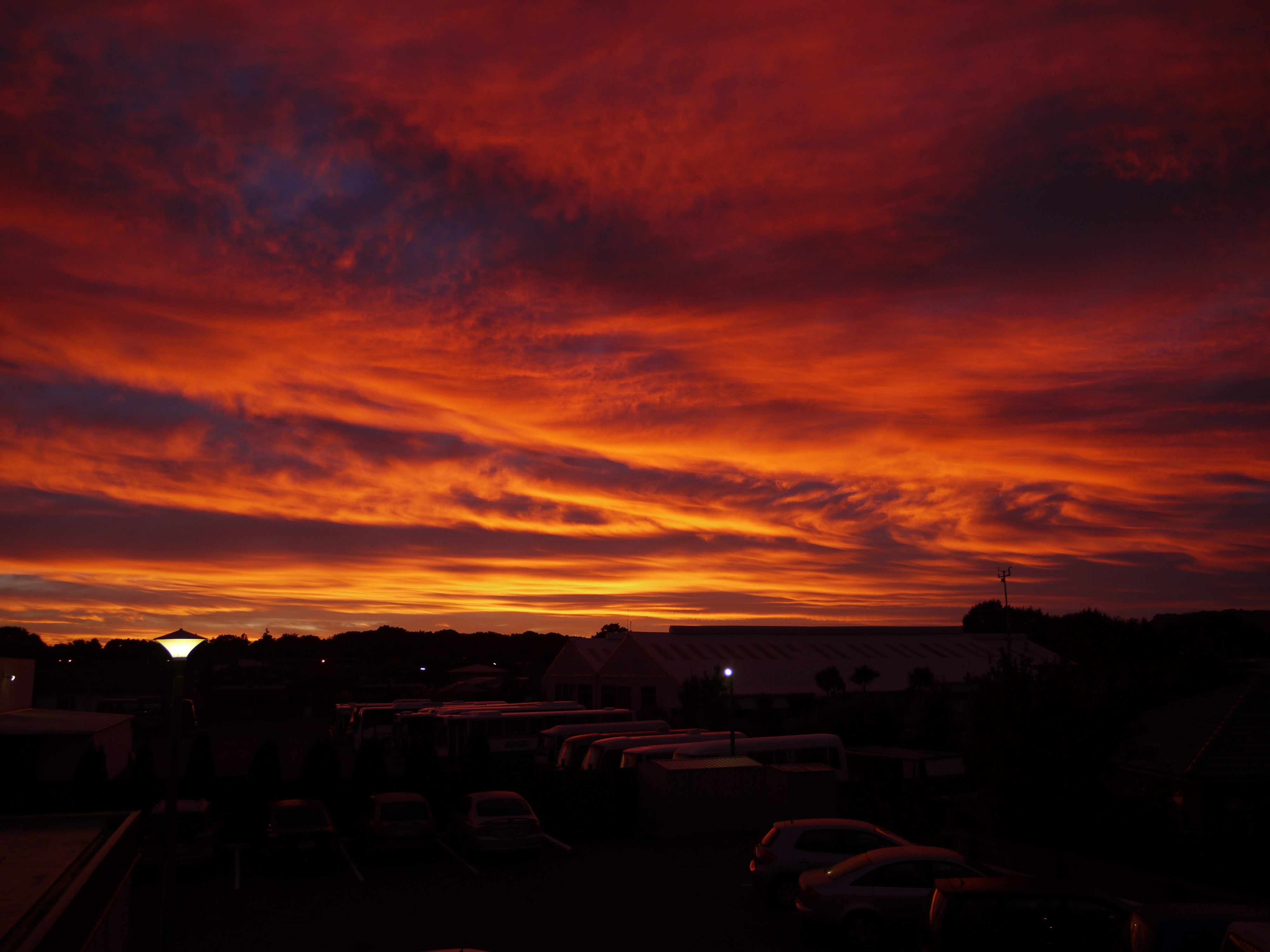
Zonsopkomst in Riccarton

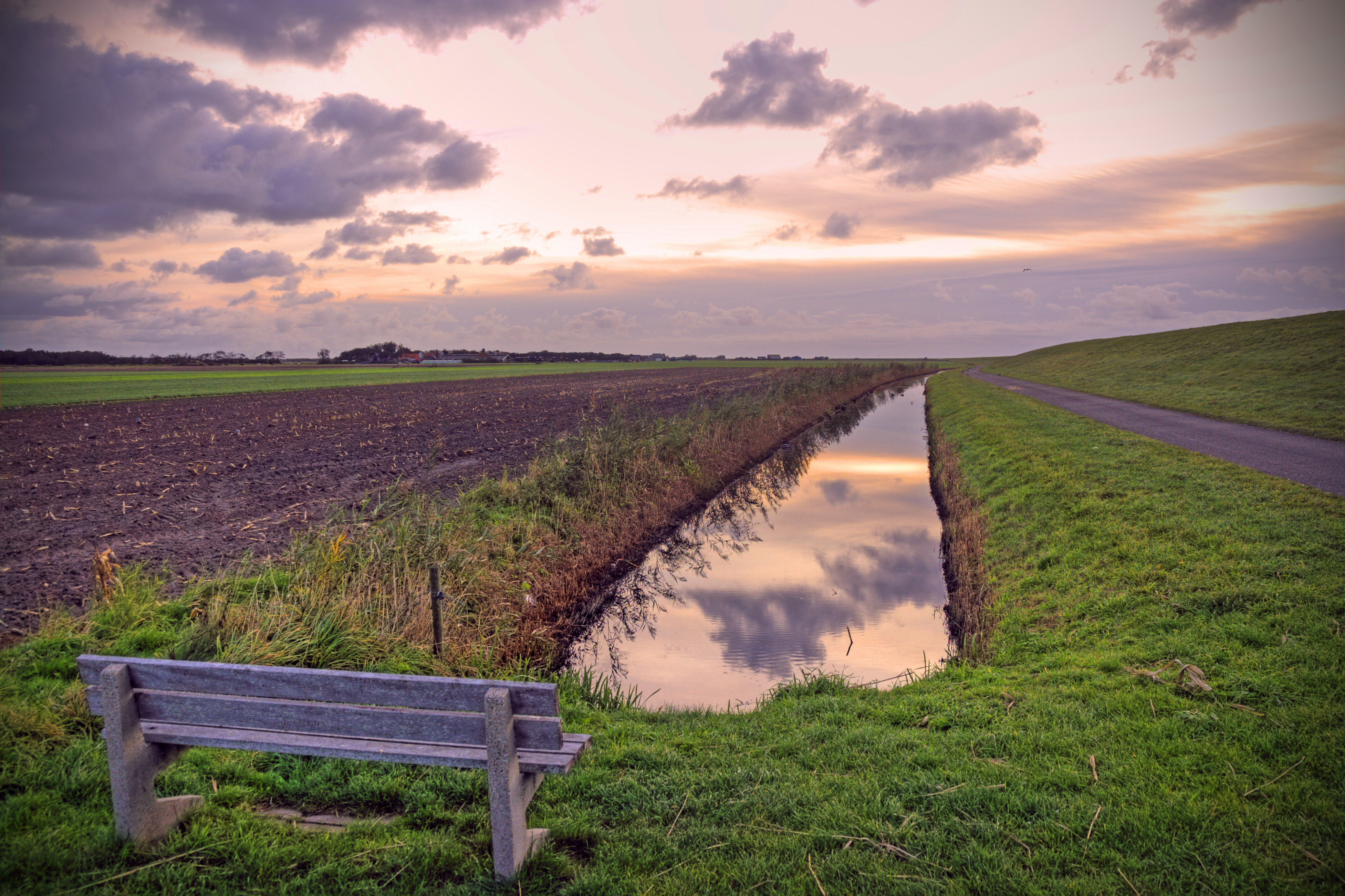
Zonsopkomst op Schiermonnikoog

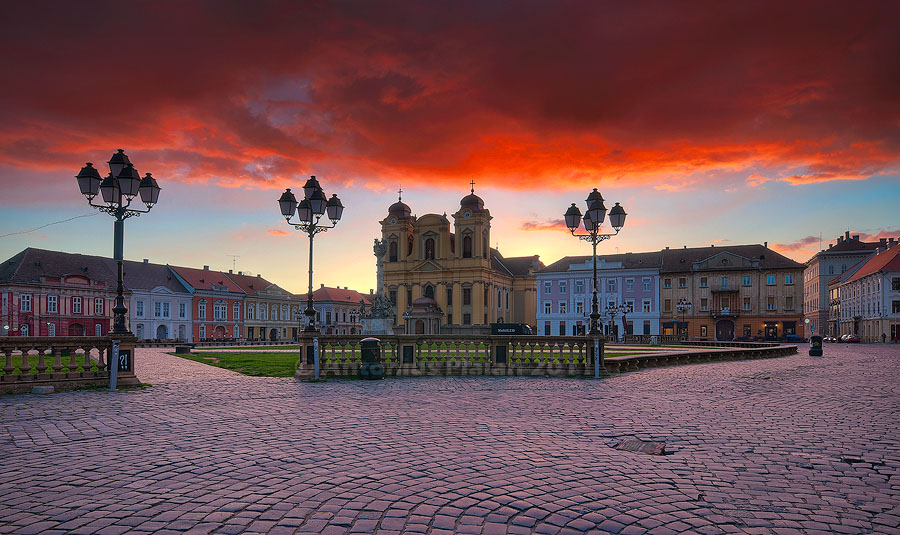
Zonsopkomst in Timișoara

Zonsopkomst of zonsopgang is het moment waarop het eerste stukje van de zon boven de oostelijke horizon verschijnt.
Door breking in de atmosfeer ziet men de zon hoger dan ze in werkelijkheid staat, en door reflectie is het al licht voordat de zon zichtbaar wordt. De ochtendschemering of dageraad is de periode tussen het verschijnen van het eerste ochtendlicht en het moment dat de zon zelf boven de horizon uitkomt. De zonsopkomst wordt vaak gezien als het begin van de dag. Als het tijdstip waarop de nacht begint geldt daarentegen pas het moment dat de zon helemaal onder de westelijke horizon verdwenen is.

## Zichtbare verschijnselen bij zonsopkomst
De lucht is bij een laag staande of opkomende zon vaak rood of oranje gekleurd door het effect van Rayleighverstrooiing. Bij een hoog staande zon wordt door deeltjes in de atmosfeer blauw licht verstrooid waardoor wij de hemel overdag als blauw zien. De overige golflengtes blijven in de stralen van de zon zodat de zon een iets gelere kleur krijgt. Echter bij een laag staande zon wordt ook het rode licht verstrooid wat de hemel rond en lager dan de zon rood kleurt. Overigens is dit effect beter bij zonsondergang te zien doordat de lucht aan het einde van de dag meer stof bevat waardoor de verstrooiing sterker is.

## Symbolische betekenis van zonsopkomst
De zonsopkomst wordt, in het bijzonder in het socialisme, gebruikt als symbool van het aanbreken van een nieuwe, rechtvaardigere maatschappij. Dat is terug te vinden in koren en liederen met de titel Morgenrood en in het gebruik van de haan als symbool, omdat die de zonsopkomst verkondigt.
De rijzende zon is een symbool van Japan, verbeeld in de vlag van de rijzende zon.

## Spreuk
Een oud boerengezegde luidt: morgenrood, water in de sloot; (een rode zonsopkomst is een teken dat er neerslag op komst is, zie ook Mattheus 16:3) en De morgenstond heeft goud in de mond (vroeg opstaan is veel waard).